# بيتر كابلوني
بيتر أرباد كابلوني (15 يونيو 1933 في بودابست - 11 فبراير 2011 في زيورخ ) هو عالم مصريات سويسري مجري المولد.

## حياته
وُلد كابلوني لضابط عسكري مجري، وهاجر إلى سويسرا عندما كان طفلاً في ديسمبر 1944. أصبح مواطناً سويسرياً في عام 1958. درس التاريخ القديم وعلم المصريات واللغة العربية والأدب العربي في جامعة زيوريخ وجامعة بازل. شارك في حفائر معبد الشمس لأوسركاف بأبوصير في الفترة من عام 1954 حتى عام 1957 مع فريق مشترك من علماء الآثار السويسريين والألمان. حصل على درجة الدكتوراه في الفلسفة من زيورخ في عام 1959، وحصل على شهادة التأهيل للأستاذية في عام 1964.
ومن عام 1970 حتى تقاعده في عام 2000، كان كابلوني أستاذًا مساعدًا ثم أستاذًا فخريًا لعلم المصريات في المعهد الشرقي بجامعة زيورخ. ركزت دراساته بشكل خاص على فترات ما قبل الأسرات وأوائل الأسرات في مصر، ونشر معظمها في المجلات البحثية الألمانية والسويسرية.

## المنشورات
- النقوش المصرية في العصور الأولى. 4 مجلدات، هاراسوفيتز، فيسبادن من 1963 إلى 1964
- الأختام الأسطوانية للمملكة القديمة. مؤسسة الملكة إليزابيث المصرية، بروكسل 1981

## وصلات خارجية
- موريس ل. بيربرير: من كان في علم المصريات ، الطبعة الرابعة المنقحة. جمعية استكشاف مصر، لندن (2012)،(ردمك 978-0-85698-207-1) ، الصفحة 289.

1. 1 2  مذكور في: ملف استنادي متكامل. الوصول: 26 أبريل 2014. لغة العمل أو لغة الاسم: الألمانية. المُؤَلِّف: مكتبة ألمانيا الوطنية.
2. 1 2  مذكور في: استنادات المكتبة الوطنية الفرنسية. مُعرِّف المكتبة الوطنية الفرنسية (BnF): 12171415f. باسم: Peter Kaplony. المُؤَلِّف: المكتبة الوطنية الفرنسية. لغة العمل أو لغة الاسم: الفرنسية.
3. ↑  مذكور في: ملف استنادي متكامل. الوصول: 11 ديسمبر 2014. لغة العمل أو لغة الاسم: الألمانية. المُؤَلِّف: مكتبة ألمانيا الوطنية.
4. ↑  المكتبة الوطنية الفرنسية. "استنادات المكتبة الوطنية الفرنسية" (بالفرنسية). Retrieved 2015-10-10.
5. ↑  Verner & Zemina 1994، صفحة 217.